# Stachura
Stachura – wieś w Polsce położona w województwie świętokrzyskim, w powiecie kieleckim, w gminie Mniów.

## Części wsi
| SIMC    | Nazwa     | Rodzaj    |
| ------- | --------- | --------- |
| 0992444 | Przecinka | część wsi |

## Historia
Wczesne publikacje, w tym Jana Długosza z 1460 podają, że wieś była własnością rodziny należącej do szlachty odwiecznej – Stachura (z obocznościami Stachurek bądź Stachyrek), od której miejscowość wzięła swoją nazwę. Od rodziny Stachura pochodzą Stachurscy.
Wieś leżąca w powiecie chęcińskim województwa sandomierskiego należała w XVI wieku do Tarłów.
W 1827 wieś liczyła 12 domów i 81 mieszkańców.
W latach 1975–1998 miejscowość administracyjnie należała do województwa kieleckiego.